# Bet365
Bet365 Group Ltd är ett brittiskt spelbolag som erbjuder produkter inom poker, kasino, bingo och sportsbetting. 
Det är en av världens ledande spel- och vadslagningskoncerner online. Koncernen har haft spellicens i Storbritannien sedan 1974 och har nu över 3000 anställda vilket gör företaget till den största arbetsgivaren i staden Stoke-on-Trent. Bet365 är Storbritanniens 16:e största privata företag och har över 10 miljoner kunder i 200 olika länder.
Bolaget, som har sitt säte i Stoke-on-Trent, Staffordshire, ägs av Peter Coates, ordförande i fotbollsklubben Stoke City FC och den 25:e rikaste personen inom brittisk fotboll.
Forbes har värdesatt sidan till 13 miljarder kronor.[källa behövs]
Mikael Persbrant frontar Bet365 i reklam på svensk TV.